# Championnat de la Barbade de football 2018-2019
Navigation
Saison précédente Saison suivante
La saison 2018-2019 du Championnat de la Barbade de football est la cinquante-deuxième édition de la Premier League, le championnat national à la Barbade.
Le Weymouth Wales FC remet son titre en jeu et c'est Barbados Defence Force qui remporte le championnat. Il s'agit du sixième titre de champion de la Barbade de l'histoire du club.

## Format
Hormis le passage à un calendrier saisonnier (qui était auparavant annuel), aucun changement n'est à dénoter par rapport à la saison précédente concernant le nombre de participants qui demeure à douze équipes, réparties en deux poules de six équipes chacune. Chaque équipe rencontre deux fois un adversaire de sa poule (matchs aller-retour) et une fois un adversaire de l'autre poule (matchs inter-zone). Les deux vainqueurs des poules disputent la finale du championnat, dont le gagnant est désigné champion. Les deux derniers de chaque poule sont se disputent un mini-tournoi de barrage. Le cinquième de la zone A accueille le sixième de la zone B tandis que le cinquième de la zone B accueille le sixième de la zone A. Les deux perdants sont relégués en deuxième division et une finale entre les deux vainqueurs est jouée, l'équipe gagnante se maintenant en Premier League alors que le perdant est également relégué en deuxième division.

## Les clubs participants
- Barbados Defence Force SP
- Barbados Soccer Academy — Promu de Division 1
- Brittons Hill FC
- Ellerton FC
- Empire FC
- Notre Dame SC
- Paradise FC
- Porey Springs FC
- Saint Andrew Lions – Promu de Division 1
- University of the West Indies FC
- Weymouth Wales FC – Tenant du titre
- Youth Milan – Promu de Division 1

## Compétition
Le barème de points servant à établir le classement se décompose ainsi :
- Victoire : 3 points
- Match nul : 1 point
- Défaite : 0 point